# Neottia dentata
Neottia dentata är en orkidéart som först beskrevs av George King och Robert Pantling, och fick sitt nu gällande namn av Dariusz Lucjan Szlachetko. Neottia dentata ingår i släktet näströtter, och familjen orkidéer. Inga underarter finns listade i Catalogue of Life.